# Легендата за Тарзан
Легендата за Тарзан (на английски: The Legend of Tarzan) е американски приключенски филм от 2016 г., режисиран от Дейвид Йейтс. Базиран на героя Тарзан, създаден от Едгар Райс Бъроуз, филмът е с участието на Александър Скарсгард, Самюъл Джаксън, Марго Роби, Джимон Унсу, Джим Броудбент и Кристоф Валц. Историята проследява Джон Клейтън (Тарзан), който след преместването си в Лондон е убеден от Джордж Вашингтон Уилямс да се върне в предишния си дом в джунглите на Африка, за да разследва твърденията за робство.
Основните снимки започват на 21 юни 2014 г. в Лийвсдън Студиос в Обединеното кралство и завърват четири месеца по-късно. Премиерата на филма е в Долби Тиътър, Лос Анджелис, на 29 юни 2016 г. и е пуснат по кината в Съединените щати на 1 юли 2016 г. в 2D, 3D и IMAX от Уорнър Брос Пикчърс. Приходите на филма възлизат на 356,7 милиона долара в световен мащаб срещу бюджет от 180 милиона долара и получава смесени отзиви от критиците.

## Сюжет
На Берлинската конференция през 1884-1885 г. басейнът на река Конго е заявен от белгийския крал Леополд II. Пет години по-късно кралят е натрупал дългове при експлоатацията на ресурсите на Свободната държава Конго и изпраща своя пратеник Леон Ром да осигури легендарните диаманти на Опар. Експедицията на Ром е избита от воини, водени от вожда Мбонга, който предлага диаманти на пратеника в замяна на Тарзан.
Човекът, наричан някога Тарзан, достопочтения Джон Клейтън, граф Грейсток, е напуснал Африка за наследственото си имение във Великобритания с американската си съпруга Джейн и е започнал да води живота на богат благородник. Британският министър-председател предлага на лорд Грейсток покана от Леополд II да посети Бома. Премиерът и американският пратеник, Джордж Уошингтън Уилямс, обясняват, че кралят просрочва заемите си и посещението на Грейсток - чиито подвизи като Тарзан го са го превърнали в знаменитост - би осигурило влиянието на Великобритания в Конго, но Грейсток отказва. Джордж разкрива на Джон, лорд Грейсток, подозренията си, че Леополд поробва населението на Конго и убеждава Джон да отиде в Конго, за да открие истината. Когато той пристига обратно в имението Грейсток, ретроспекция разкрива смъртта на родителите на Джон след тяхното корабокрушение в Африка и неговото осиновяване от големите маймуни, наречени Мангани. В селската къща в Грейсток Джейн разказва приказка на посещаващите ги деца. След битка с Джейн онази вечер, Джон се връща в ретроспекция, когато е бил 5-годишен, играейки в къщичката на дървото с приемната си маймуна, Кала, и приемния си брат, Акут, и след това е преследван от алфа мъжкия Керчак.
Джон, Джейн и Джордж пътуват до Конго, заобикаляйки Ром и неговия корумпиран финансист господин Фрум, и са посрещнати в Куба, село от младостта на Джон и Джейн. Джейн разказва на Джордж за живота на Джон с Мангани и как го е срещнала за първи път. Ром и хората му залавят селяните, убивайки вожда Мувиро и вземайки Уасимбу заедно с други способни млади мъже, за да служат като носачи. Джордж спасява Джон, но Джейн и пленените селяни са качени на борда на парахода на Ром. Ром разкрива на Джейн, че е уредил поканата на Джон от Леополд да го достави на Мбонга. Преследвайки парахода, Джон, Джордж и останалите воини от селото превземат влак, превозващ белгийски войници и поробени конгоанци. Инженер ги информира за плана на Ром да превземе Конго, санкциониран от Леополд: използвайки робски труд, Ром е построил крепости в целия регион, свързани с железопътни и речни линии, за армия от 20 000 наемници, които скоро ще пристигнат с фалита на Леополд.
Откривайки документи, които ще разобличат Леополд, Джон и Джордж оставят доказателството на воините от Куба и спасените роби, за да ги предадат на Бома, и двамата продължават през територията на Мангани. Изправен срещу маймуните, Джон е принуден да се бие с техния водач, приемния му брат Акут. Джон губи, но на него и Джордж им е разрешено да продължат пътуването. Джейн и Уасимбу се измъкват от парахода и бягат в джунглата. Джейн изпраща Уасимбу да обедини другите племена, знаейки, че хората на Ром ще я последват. Джейн се натъква на Мангани и хората на Ром откриват огън по маймуните. Джон пристига, спасявайки оцелелите Мангани, и преследва Ром, който отвежда Джейн при племето на Мбонга. Разкрива се, че преди години синът на Мбонга е бил убит от Джон за убийството на приемната майка на Джон, Кала. Мбонга напада Джон, който печели надмощие, но пощадява вожда. Джордж и Мангани пристигат и той и Джон убеждават Мбонга, че Ром е техният общ враг.
Ром отвежда Джейн, която е на път да бъде продадена като робиня, и диамантите в Бома, където наемната армия се приближава до брега. Джон и Джордж изпращат масово блъскане на антилопи гну през града, прегазвайки хората на Ром, докато воините на Куба пристигат с влак и освобождават семействата си. Джон спасява Джейн и преследва Ром, който се готви да достави диамантите на Фрум и наемниците. Уилямс потапя парахода на Ром, но Ром удушава Джон с броеницата си. Използвайки призив за чифтосване, за да призове крокодили, Джон се освобождава и оставя Ром да бъде погълнат от крокодилите, когато котелът на кораба експлодира. Фрум и флотата от наемници заминават. Джордж се завръща в Лондон и представя на министър-председателя отворено писмо до Леополд, разкриващо робството и малтретирането на конгоанския народ. Една година по-късно Джон и Джейн се преместват в Африка, в старата къща на бащата на Джейн. Те празнуват раждането на сина си и Джон се връща при големите маймуни като Тарзан.

## Актьорски състав
- Александър Скарсгард – Джон Клейтън III, Пети граф на Грейсток / Тарзан.[7] За героя си Тарзан Скарсгард казва: „Той е човек, който се въздържа, но бавно се връща към животинското у себе си и оставя тази част от личността му да излезе наяве“.[8] За да влезе в образа, актьорът прекарва 4 месеца в тренировъчен режим преди началото на снимките и качва почти 11 кг. Част от обучението му преминава с хореографа Уейн Макгрегър.[9][10]
  - Рори Джей Сейпър – Тарзан, 18-годишен
  - Крисчън Стивънс – Тарзан, 5-годишен
- Кристоф Валц – Капитан Леон Ром, железен и алчен белгийски служител, изпратен от белгийския крал Леополд II да намери диаманти и да контролира региона.
- Самюъл Джаксън – Джордж Уошингтън Уилямс, американски предприемач и ветеран от индианските войни, който става съюзник на Тарзан.
- Марго Роби – Джейн Клейтън, графиня на Грейсток, родена Портър, буйната и предана съпруга на Тарзан.
- Джимон Унсу – Мбонга, вождът на хората от Опар (африканско племе, което контролира диамантения регион), който иска да отмъсти на Тарзан заради смъртта на сина си.
- Джим Броудбент – Трети маркиз на Солсбъри, британският министър-председател.
- Каспър Крамп – Майор Керкховър, жестокият първи лейтенант на Ром.
- Бен Чаплин – Капитан Моул
- Хадли Фрейзър – Джон Клейтън II, Четвърти граф на Грейсток, бащата на Тарзан.
- Женевие О'Райли – Алис Клейтън, графиня на Грейсток, майката на Тарзан.
- Юл Маситенг – Мувиро, вождът на Куба.
- Мими Ндивени – Еше
- Саймън Ръсел Бил – Господин Фрум
- Мат Крос – Акут, маймунският брат на Тарзан, биологичният син на Кала и лидер на Мангани.
- Мадлин Уоръл – Кала, маймуната, осиновила Тарзан и биологична майка та Акут.
- Уилям Волен – Керчак, предишният лидер на Мангани, който убива бащата на Тарзан.
- Седрик Уебер – френски инженер
- Ричард Джеймс-Нийл – войник от белгийската армия

## Продукция

### Разработване
По нов филм за Тарзан се работи от 2003 г. със сценарий от Джон Август, последван от Джон Коли през 2006 г. и с Гилермо дел Торо, планиран да го режисира. Дел Торо отпада, тъй като поема режисурата на „Хобит“. През 2011 г. Крейг Брюър пренаписва сценария, върху който по-рано са работили Стивън Съмърс и Стюарт Бийтъл, и е избран да режисира филма. През 2012 г. за режисьор е избран Дейвид Йейтс. През април 2013 г. е съобщено, че производството е временно спряно поради проблеми с бюджета.

### Кастинг
Известно време продуцентът Джери Уайнтроб иска плувецът Майкъл Фелпс да изиграе главната роля, смятайки го за очевидния наследник на Джони Вайсмюлер, известния състезател по плуване, изиграл същата роля. Твърди се, че Уайнтроб променя решението си, след като гледа Фелпс само две минути в програмата Събота вечер наживо. Други претенденти за ролята са Хенри Кавил, Том Харди и Чарли Хънам. На 14 ноември 2012 г. е съобщено, че Александър Скарсгард е избран за главната роля, който е избор на режисьора Йейтс, докато Самюел Джаксън е избран за ролята на Уилямс във филма. Йейтс намира Скарсгард за перфектния Тарзан. Харесва му, че е роден в Швеция, но изгражда кариера в Америка, така че „има това прекрасно качество да не принадлежи нито към едното, нито към другото“, казва той. На 6 март 2013 г. е съобщено, че Йейтс иска Джесика Частейн да играе Джейн Портър. На 26 септември 2013 г. Кристоф Валц води преговори за ролята на злодея във филма; по-късно е избран за ролята на капитан Ром.
Студиото насочва поглед към Марго Роби или Ема Стоун за главната женска роля, като на 18 януари 2014 г. е избрана Роби. С пускането на първия трейлър на филма през декември 2015 г. се разкрива, че Джим Броудбент също е част от актьорския състав.

### Заснемане
Основните снимки започват на 21 юни 2014 г. в Уорнър Брос Студиос в Лийвсдън, Англия. Записите започват в деня, в който е направено съобщение за разширяване на студиото и приключват на 3 октомври 2014 г. Снимачният период е с продължителност 70 дни. Според Уолстрийт Джърнъл заснемането на филма в Африка би направило бюджета още по-висок.
Особено важно за създателите на филма е претворяването на Африка, тъй като филмът е заснет в Англия, с изключение на шест седмици в Габон, като се правят записи с хеликоптер без актьорски състав. Водопад и кей с дължина 30 метра са сглобени в студиото. Седем версии на африканската джунгла са конструирани, за да покажат различни пейзажи по време на снимките. Растения от Холандия са смесени с дървета, създадени от арт отдела. Неокласическото имение Кедълстън Хол е декор за имението Грейсток, а кредрово дърво на територията на замъка Хайклере служи за реквизит за ранна ключова сцена между Тарзан и Джейн.